# CA Oradea
CA Oradea – rumuński klub piłkarski, mający siedzibę w mieście Oradea w północno-zachodniej części kraju.

## Historia
Chronologia nazw:
- 1910: Nagyváradi Atlétikai Club (NAC)
- 1918: CAO Oradea
- 1940: Nagyváradi Atlétikai Club (NAC)
- 1945: Libertatea Oradea
- 1948: ICO Oradea (Întreprinderea Comunală Orășenească Oradea)
- 1951: Progresul Oradea
- 1958: CS Oradea
- 1961: Crișana Oradea
- 1963: klub rozformowano

Piłkarski klub Nagyváradi Atlétikai Club został założony w Oradei (węg. Nagyvárad) w 1910 roku, kiedy miasto należało do Austro-Węgier i nosiło węgierską nazwę. 1 grudnia 1918 proklamowano powstanie zjednoczonej Rumunii, która przejęła z rąk węgierskich Siedmiogród i klub zmienił nazwę na rumuński CAO Oradea. Od 1920 uczestniczył w rozgrywkach regionalnych mistrzostw Rumunii. W 1932 po wprowadzeniu systemu ligowego startował w Divizia A, gdzie zajął drugie miejsce w grupie 2. W 1938 spadł do Divizia B.
30 sierpnia 1940, na mocy drugiego arbitrażu wiedeńskiego (niem. Zweiter Wiener Schiedsspruch) zmuszona przez Niemcy i Włochy Rumunia zwróciła Węgrom północną Kriszanę, Marmarosz oraz znaczną część Siedmiogrodu. Klub ponownie przyjął węgierską nazwę Nagyváradi AC (NAC). W sezonie 1940/41 debiutował w węgierskiej Nemzeti Bajnokság II i awansował do Nemzeti Bajnokság I, w której grał przez 3 sezony, gdyż w latach 1940–1944 do Węgier należała część Siedmiogrodu. W lidze węgierskiej, zdobył mistrzostwo kraju w sezonie 1943/44, będąc pierwszym klubem spoza Budapesztu w lidze węgierskiej, który tego dokonał.
Po przyłączeniu miasta do Rumunii, ponownie zmienił nazwę tym razem na Libertatea Oradea. W sezonie 1946/47 startował w Divizia A, a w 1948/49 zdobył mistrzostwo Rumunii jako ICO Oradea. W 1951 władze komunistyczne zmieniły nazwę klubu na Progresul Oradea. W 1954 klub spadł do Divizia B. W 1955 wrócił do Divizia A i grał w niej do 1958. W 1958 przyjął nazwę CS Oradea. Potem spadł znów do Divizia B. W sezonie 1961/62 jako Crișana Oradea był pierwszym w Divizia B serie III i zdobył promocję do Divizia A. Powrót był nieudanym. Sezon zakończył na spadkowej 13.pozycji, ale potem klub zakończył swoją działalność w roku 1963.

## Sukcesy

### Trofea międzynarodowe
Nie uczestniczył w rozgrywkach europejskich (stan na 31-05-2016).

### Trofea krajowe
| \| \| Zdobyte trofea w rozgrywkach Rumunii (stan na: 31-03-2017) \| |                                                            |      |                  |
| Rozgrywki                                                           | Osiągnięcie                                                | Razy | Sezon(y)         |
| Mistrzostwo                                                         | I miejsce                                                  | 1    | 1948/49          |
| Mistrzostwo                                                         | II miejsce                                                 | 2    | 1923/24, 1934/35 |
| Mistrzostwo                                                         | III miejsce                                                | 2    | 1932/33, 1951    |
| Puchar                                                              | zdobywca                                                   | 1    | 1956             |
| Puchar                                                              | finalista                                                  | 1    | 1955             |
| II liga                                                             | I miejsce                                                  | 2    | 1955, 1961/62    |
| II liga                                                             | II miejsce                                                 | 1    | 1938/39          |
| II liga                                                             | III miejsce                                                | 0    |                  |
| Rumunia                                                             | Zdobyte trofea w rozgrywkach Rumunii (stan na: 31-03-2017) |      |                  |

| \| \| Zdobyte trofea w rozgrywkach Węgier (stan na: 31-03-2017) \| |                                                           |      |          |
| Rozgrywki                                                          | Osiągnięcie                                               | Razy | Sezon(y) |
| Mistrzostwo                                                        | I miejsce                                                 | 1    | 1944     |
| Mistrzostwo                                                        | II miejsce                                                | 1    | 1943     |
| Mistrzostwo                                                        | III miejsce                                               | 0    |          |
| Puchar                                                             | zdobywca                                                  | 0    |          |
| Puchar                                                             | finalista                                                 | 0    |          |
| II liga                                                            | I miejsce                                                 | 0    |          |
| II liga                                                            | II miejsce                                                | 0    |          |
| II liga                                                            | III miejsce                                               | 0    |          |
| Węgry                                                              | Zdobyte trofea w rozgrywkach Węgier (stan na: 31-03-2017) |      |          |

## Stadion
Klub rozgrywał swoje mecze domowe na stadionie Miejskim w Oradei, który może pomieścić 18000 widzów.